# Laura Hope Crews

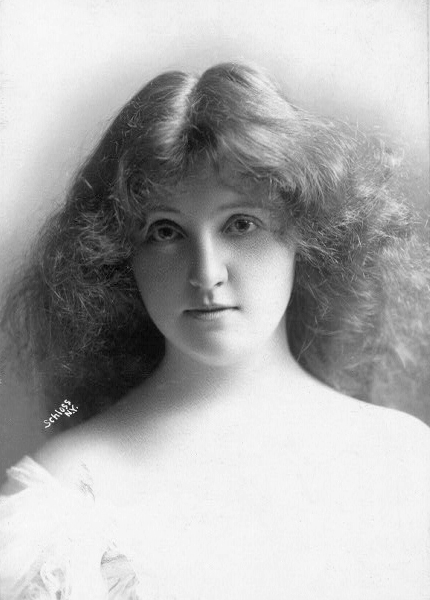
Laura Hope Crews (um 1900)

Laura Hope Crews (* 12. Dezember 1879 in San Francisco; † 12. November 1942 in New York City) war eine US-amerikanische Schauspielerin.

## Leben
Laura Hope Crews wurde als Tochter einer Schauspielerin und eines Zimmermanns in San Francisco geboren. Crews startete ihre Bühnenkarriere bereits mit vier Jahren. Zu ihren größten Bühnenerfolgen zählte The Silver Cord von Sidney Howard, ein Drama, in dem Crews eine dominante Mutter spielte. In der Verfilmung des Stücks wiederholte sie neben Irene Dunne und Joel McCrea ihre Darstellung. In den folgenden Jahren wirkte Crews unter anderem neben Greta Garbo in Die Kameliendame und Marlene Dietrich in Ernst Lubitschs Engel mit. Ihre heute noch bekannteste Rolle war 1939 Tante Pittypat in Vom Winde verweht. Insgesamt drehte sie 39 Filme. In den letzten Monaten vor ihrem Tod 1942 spielte sie am Broadway in Arsen und Spitzenhäubchen.
Ihr Grab befindet sich im Cypress Lawn Memorial Park in Colma, Kalifornien. Laura Hope Crews hat einen Stern auf dem Hollywood Walk of Fame.

## Filmografie
- 1915: The Fighting Hope
- 1915: Blackbirds
- 1929: Charming Sinners
- 1932: New Morals for Old
- 1933: Out All Night
- 1933: The Silver Cord
- 1933: I Loved You Wednesday
- 1933: Blind Adventure
- 1933: Rafter Romance
- 1933: Ever in My Heart
- 1933: If I Were Free
- 1934: The Age of Innocence
- 1934: Lightning Strikes Twice
- 1934: Behold My Wife!
- 1935: Seitensprung (Escapade)
- 1935: The Melody Lingers On
- 1936: Her Master's Voice
- 1936: Die Kameliendame (Camille)
- 1937: The Road Back
- 1937: Confession
- 1937: Engel (Angel)
- 1938: Doctor Rhythm
- 1938: Drei Schwestern aus Montana (The Sisters)
- 1938: Thanks for the Memory
- 1939: Idiot’s Delight
- 1939: The Star Maker
- 1939: Der Glöckner von Notre Dame (The Hunchback of Notre Dame)
- 1939: Nacht über Indien (The Rains Came)
- 1939: Reno
- 1939: Remember?
- 1939: Vom Winde verweht (Gone with the Wind)
- 1940: The Blue Bird
- 1940: Girl from Avenue A
- 1940: I'm Nobody's Sweetheart Now
- 1940: Lady with Red Hair
- 1941: Die Abenteurerin (The Flame of New Orleans)
- 1941: Mit einem Fuß im Himmel (One Foot in Heaven)
- 1941: New York Town